# Per Åhlby
Per Åhlby es un deportista sueco que compitió en vela en las clases Laser y Soling.
Ganó una medalla de oro en el Campeonato Europeo de Laser de 1987 y una medalla de oro en el Campeonato Europeo de Soling de 1992.

## Palmarés internacional
| Campeonato Europeo | Campeonato Europeo      | Campeonato Europeo | Campeonato Europeo |
| Año                | Lugar                   | Medalla            | Clase              |
| ------------------ | ----------------------- | ------------------ | ------------------ |
| 1987               | Lido di Classe (Italia) | Medalla de oro     | Laser              |

| Campeonato Europeo | Campeonato Europeo | Campeonato Europeo | Campeonato Europeo |
| Año                | Lugar              | Medalla            | Clase              |
| ------------------ | ------------------ | ------------------ | ------------------ |
| 1992               | Cádiz (España)     | Medalla de oro     | Soling             |